# Международный турнир памяти Олимпийского чемпиона Олега Караваева

Олег Караваев

Международный турнир памяти Олимпийского чемпиона Олега Караваева — международный турнир по греко-римской борьбе. Начиная с 1994 года ежегодно проводится в Минске. Назван в память о первом белорусском Олимпийском чемпионе по борьбе Олеге Караваеве.

## История
Впервые был проведен в 1994 году в формате личного первенства. С 2010 года проводился в формате командного соревнования «стенка на стенку». В соревнованиях участвовали сборные команды стран: России, Белоруссии, Украины, Казахстана, Грузии, Польши, США и др. Страна хозяйка традиционно выставляла две команды. При встрече двух команд каждая выставляла по одному спортсмену в каждой весовой категории. Победителем объявлялась команда, спортсмены которой одержали большее количество побед, при равенстве количества побед подсчитывали количество набранных спортсменами балов во всех схватках.
| Год  | Золото     | Серебро     | Бронза     |
| ---- | ---------- | ----------- | ---------- |
| 2010 | Беларусь 1 | Грузия      | Россия     |
| 2011 | Россия     | Беларусь 1  | Грузия     |
| 2012 | Россия     | Азербайджан | Беларусь 1 |
| 2013 | Россия     | Беларусь 1  | Казахстан  |
| 2014 | Россия     | Беларусь 1  | Беларусь 2 |
| 2015 | Россия     | Беларусь 2  | Беларусь 1 |
| 2016 | Беларусь 1 | Россия      | Беларусь 2 |
| 2017 | Беларусь 1 | Россия      | Казахстан  |

В 2018 году турнир снова вернулся к формату личного первенства. В 2019 был объявлен международной федерацией борьбы рейтинговым турниром.